# Bruno Olbrycht
Bruno Edward Olbrycht, ps. „Olza” (ur. 6 października 1895 w Sanoku, zm. 23 marca 1951 w Krakowie) – generał dywizji Wojska Polskiego, kawaler Orderu Virtuti Militari.

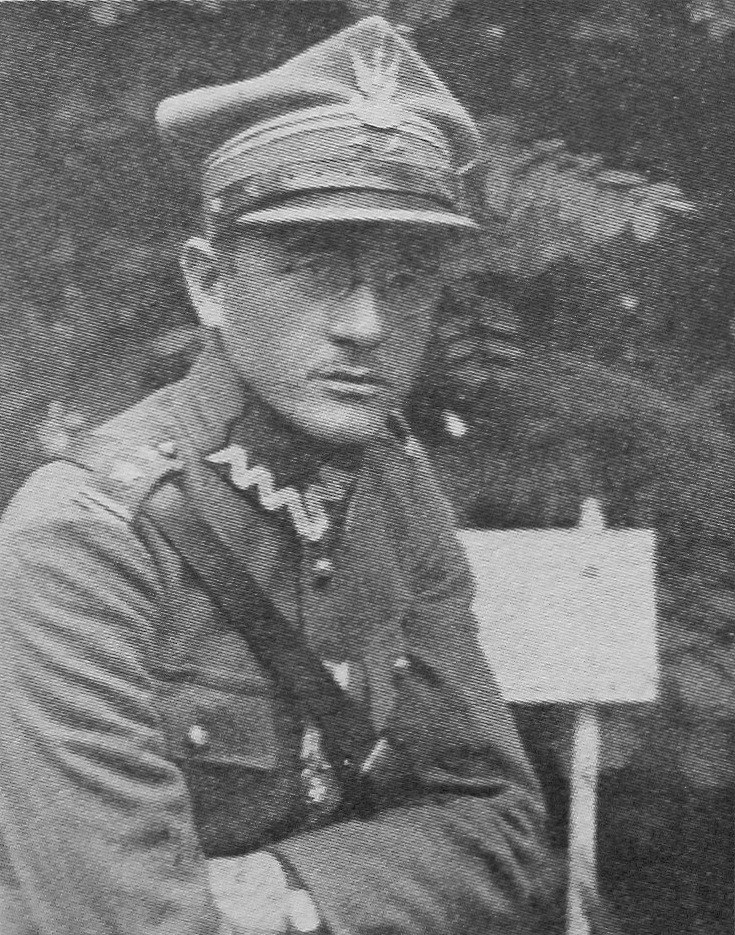
Bruno Olbrycht w stopniu podpułkownika

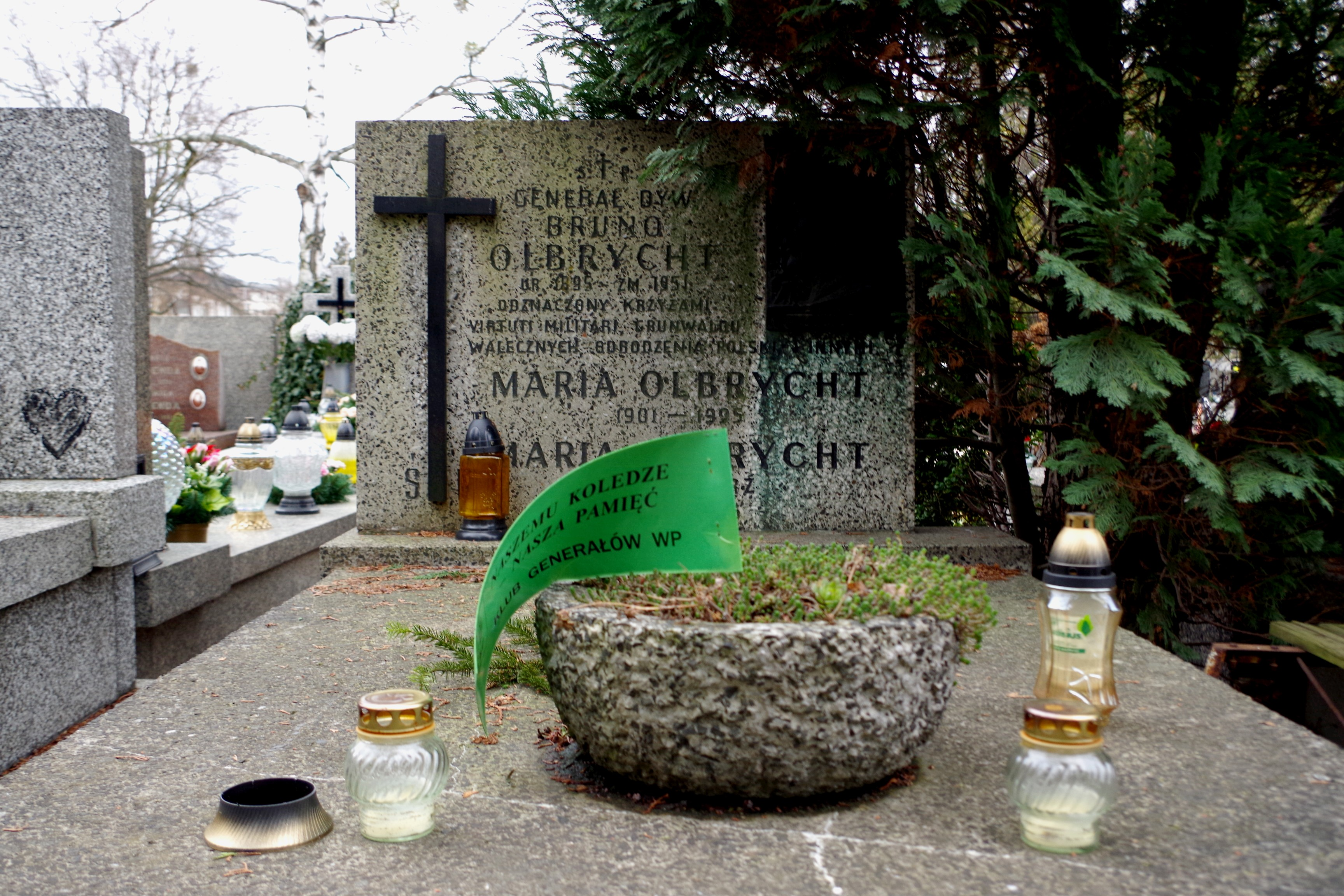
Grób gen. Bruno Olbrychta na Cmentarzu Wojskowym na Powązkach w Warszawie

## Życiorys

### Działalność niepodległościowa
Bruno Edward Olbrycht urodził się 6 października 1895. Był synem Piotra Olbrychta (w 1882 zastępca prowizoryczny nauczyciela w szkole ludowej w Zahutyniu pod Sanokiem, lekarz weterynarii, w 1887 mianowany weterynarzem powiatowym w Sanoku i służący tam w kolejnych latach przy c. k. starostwie powiatu sanockiego, w 1911 starszy weterynarz przy c. k. starostwie powiatu wadowickiego) i Marii z Jaworskich. Jego braćmi byli Jan Stanisław (1886–1968), lekarz, profesor, Tadeusz (1891–1963), zootechnik, profesor.
Ukończył szkołę powszechną w Bochni i gimnazjum w Wadowicach, gdzie działał w Towarzystwa Gimnastycznego „Sokół”. W czasie I wojny światowej od 6 sierpnia 1914 walczył w Legionach Polskich. Był oficerem 3 pułku piechoty w składzie II Brygady, dowódcą plutonu, kompanii i batalionu. Chorąży z października 1914, kapitan z września 1917. W 1915 zdał tzw. wojenną maturę w Wadowicach. W 1917 zapisał się na Wydział Prawa Uniwersytetu Jagiellońskiego, ale nie podjął studiów. Walczył w Karpatach, na Bukowinie i Wołyniu. Po bitwie pod Rarańczą internowany w Huszt.
Jako oficer byłego Polskiego Korpusu Posiłkowego reskryptem Rady Regencyjnej z 25 października 1918 roku został przydzielony do podległego jej Wojska Polskiego.

### Służba w armii II Rzeczypospolitej
Uczestnik wojny z Ukraińcami w Małopolsce Wschodniej. W latach 1918–1921: dowódca batalionu w 8 pułku piechoty Legionów. Został awansowany na stopień podpułkownika piechoty ze starszeństwem z dniem 1 czerwca 1919. Podczas wojny z bolszewikami był dowódcą batalionu. Latem 1920 walczył pod Równem, Radomyślem i nad Styrem. Uczestnik kontrofensywy sierpniowej, wyróżnił się pod Brzostowicą Wielką, przekraczając Niemen i docierając do Lidy. W październiku 1920 na rozkaz gen. Żeligowskiego zajął Święciany. Od 1921 do kwietnia 1927 p.o. dowódcy, a następnie dowódca 8 pułku piechoty Legionów w Lublinie. 1 grudnia 1924 został awansowany na pułkownika ze starszeństwem z dniem 15 sierpnia 1924 i 26. lokatą w korpusie oficerów piechoty. W połowie lat 20. był przewodniczącym sekcji eksploatacyjnej Komitetu Budowy Domu Żołnierza Polskiego w Lublinie
Od kwietnia 1927 do 1930 zastępca dowódcy 2 Dywizji Piechoty Legionów w Kielcach, następnie dowódca piechoty dywizyjnej tej jednostki. Od 1930 do 1936 komendant Centrum Wyszkolenia Piechoty w Rembertowie. Od 1936 do maja 1938 dowódca 3 Dywizji Piechoty Legionów w Zamościu. Według relacji Zygmunta Klukowskiego w 1937 organizował akcję antysemicką, w tym i bojkot sklepów żydowskich w Zamościu. W 1938 kierował akcją niszczenia cerkwi prawosławnych na Chełmszczyźnie oraz szykanowania i dyskryminowania ludności prawosławnej i ukraińskiej. Na stopień generała brygady został mianowany ze starszeństwem z 19 marca 1937 i 1. lokatą w korpusie generałów. Od maja 1938 do września 1939 ponownie na stanowisku komendanta Centrum Wyszkolenia Piechoty.

### W czasie II wojny światowej
W kampanii wrześniowej dowodził 39 Dywizją Piechoty (rezerwową) w składzie Armii „Lublin”. Z uwagi na ciężką chorobę i wyczerpanie w niektórych obowiązkach zastępował go płk Bronisław Duch, jednak przez cały okres walk sprawował ogólne dowodzenie i koordynował całość działań. 27 września 1939 skapitulował pod Terespolem i dostał się do niemieckiej niewoli. Przebywał w oflagach: II D Gross-Born i IV B Königstein. W Oflagu II B Arnswalde był głównym organizatorem życia kulturalno-oświatowego. Z jego inicjatywy powstała pierwsza w obozach jenieckich legalna gazeta obozowa „Gazetka Obozowa”. W lipcu 1940 ciężko zachorował. W 1941 jako inwalida wojenny został zwolniony z obozu i przeniesiony do Szpitala Ujazdowskiego w Warszawie, a w następnym zwolniony z niewoli.
Po zwolnieniu z niewoli do 1943 przebywał na leczeniu w Szpitalu Ujazdowskim. Został przyjęty w szeregi Armii Krajowej. W 1943 w Biurze Inspekcji Komendy Głównej AK. W sierpniu 1944, w czasie akcji „Burza” dowódca Grupy Operacyjnej AK „Śląsk Cieszyński”. Aresztowany przez Niemców w październiku 1944 został następnego dnia odbity w Kalwarii Zebrzydowskiej przez oddział dywersyjny 16 pułku piechoty AK. Został dowódcą 21 Dywizji Piechoty Górskiej AK. 20 stycznia 1945 wydał rozkaz rozformowania podległych mu oddziałów.

### Służba w ludowym Wojsku Polskim
14 kwietnia 1945 został przyjęty do ludowego Wojska Polskiego. W czerwcu 1945 został skierowany do Oficerskiej Szkoły Piechoty Nr 1 na stanowisko zastępcy komendanta i z perspektywą zastąpienia gen. bryg. Michaiła Jurkina na stanowisku komendanta szkoły. Pod koniec lipca 1945 został mianowany szefem Wydziału Szkół Oficerskich Piechoty i Kawalerii w Ministerstwie Obrony Narodowej, a 2 sierpnia – szefem Oddziału Szkół Oficerskich Departamentu Piechoty MON. Uchwałą Prezydium KRN z 14 grudnia 1945 awansował na generała dywizji ze starszeństwem z dniem 1 stycznia 1946. Od 13 września 1945 dowódca Warszawskiego Okręgu Wojskowego. Organizował walkę z żołnierzami podziemia niepodległościowego; kierował m.in. największą akcją pacyfikacyjną od 5 do 27 lutego 1946 na obszarze województw warszawskiego, białostockiego i lubelskiego. Był organizatorem osadnictwa wojskowego na Mazurach. Od grudnia 1946 do października 1947 komendant Centrum Wyszkolenia Piechoty w Rembertowie. W listopadzie 1947 wylew krwi do mózgu spowodował chorobę i przeniesienie we wrześniu 1948 w stan spoczynku. Zmarł w 1951 na skutek trzeciego wylewu. Pochowany w Warszawie na Cmentarzu Wojskowym na Powązkach (kwatera F-4-7).
Jego żoną była Maria z domu Kulesza (1901–1995), z którą miał dwoje dzieci: Jana (ur. 1922) i Marię (ur. 1925).

## Awanse
- kapitan – 1917
- podpułkownik – 3 maja 1922 zweryfikowany ze starszeństwem z dniem 1 czerwca 1919 w korpusie oficerów piechoty
- pułkownik – 1 grudnia 1924 ze starszeństwem z dniem 15 sierpnia 1924 i 26. lokatą w korpusie oficerów piechoty
- generał brygady – 19 marca 1937
- generał dywizji – 1945

## Ordery i odznaczenia[35]
- Order Krzyża Grunwaldu III klasy (21 lipca 1946)[36]
- Krzyż Srebrny Orderu Wojskowego Virtuti Militari nr 7340 (17 maja 1922)[37][1][38]
- Krzyż Niepodległości (9 listopada 1931)[39]
- Krzyż Oficerski Orderu Odrodzenia Polski (10 listopada 1928)[40]
- Krzyż Kawalerski Orderu Odrodzenia Polski
- Krzyż Walecznych (czterokrotnie)[41]
- Złoty Krzyż Zasługi (16 marca 1934)[42]
- Krzyż Partyzancki
- Medal Pamiątkowy za Wojnę 1918–1921
- Medal Dziesięciolecia Odzyskanej Niepodległości
- Odznaka Grunwaldzka
- Krzyż Komandorski Orderu Miecza (Szwecja, 1932)[43]
- Krzyż Komandorski Orderu Trzech Gwiazd (Łotwa, 1934)[44]
- Krzyż Komandorski Orderu Zasługi Wojskowej (Bułgaria, 1936)[45]